# Panevėžys
Panevėžys er en by i det nordøstlige Litauen med et indbyggertal på 98.258(2018), hvilket gør den til landets femtestørste. Byen er hovedstad i Panevėžys apskritis.

## Næringsliv i Panevėžys
I 1902 blev bryggeriet Kalnapilis grundlagt i Panevėžys. Bryggeriet er i dag en del af den danske bryggerigruppe Royal Unibrew og er bryggeriet med den hurtigst voksende omsætning i Litauen.

## Sport
Panevėžys har to fodboldklubber, der spiller i den bedste litauiske række, FK Panevėžys og FA Panevėžys (fodboldakademi).
- Aukštaitijos stadionas;
- „Žemynos“ progimnazijos stadionas.

Tidligere fodboldklubber:
- FK Ekranas Panevėžys.

## Panevėžys' venskabsbyer
Panevėžys har 10 venskabsbyer:
| - Kolding, Danmark - Rakvere, Estland - Daugavpils, Letland | - Lublin, Polen - Kaliningrad, Rusland - Mytisjtji, Rusland | - Kalmar, Sverige - Lünen, Tyskland - Gabrovo, Bulgarien |